# St. Trinitatis (Aderstedt)

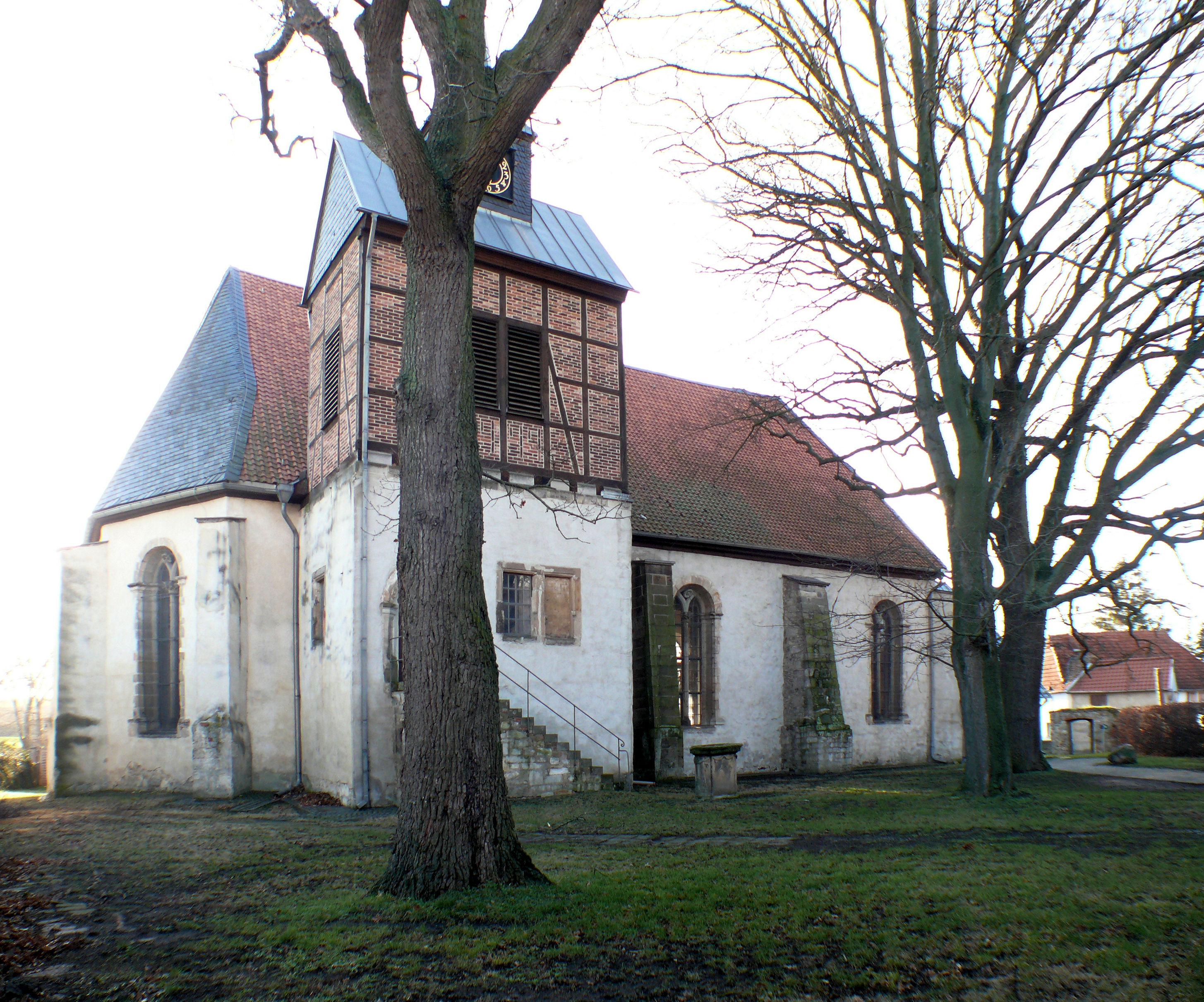
Dorfkirche Aderstedt

Die evangelische Kirche St. Trinitatis ist eine frühbarocke Saalkirche im Ortsteil Aderstedt von Huy im Landkreis Harz in Sachsen-Anhalt. Sie gehört zum Kirchspiel Am Huy im Kirchenkreis Halberstadt der Evangelischen Kirche in Mitteldeutschland.

## Geschichte und Architektur
Die Kirche ist ein gestreckter Saalbau aus den Jahren 1688–1696. Das Schiff ist mit einem flachen dreiseitigen Ostschluss versehen. An der Nordseite schließt sich das Grabgewölbe der Stifterfamilie von Veltheim an, darüber ist die Herrschaftsloge erbaut. Der Westturm stürzte im Jahr 1715 ein. An seiner Stelle wurde im Jahr 1847 ein Fachwerkturm mit Dachreiter über dem Nordanbau erbaut. Nach langem Verfall zu Zeiten der DDR wurde in den Jahren 1997–2000 eine umfassende Instandsetzung durchgeführt, die von der treuhänderischen Geschwister-Laar-Stiftung und der Deutschen Stiftung Denkmalschutz unterstützt wurde. Die Kirche ist ein Beispiel für die Nachgotik im Harzvorland. Die rundbogigen Fenster sind durch Spitzbögen über ionisierenden Kapitellen zweigeteilt; im Bogenschluss sind Rosetten angebracht, wie am Sitznischenportal des Anbaus; das Äußere ist durch Strebepfeiler gegliedert.
Der großzügige Innenraum ist von einer Holztonne mit illusionistisch gemalten Kreuzrippen überwölbt; die Malereien stammen teils aus der Zeit nach Mitte des 18. Jahrhunderts, teils von 1904. Im Westen ist eine zurückschwingende Orgelempore mit einem Prospekt der ehemaligen Orgel von Dietrich Christoph Gloger aus dem Jahr 1707 angebracht, auch das Rückpositiv ist mit reichen Akanthusschnitzereien verziert. Auf der Nordseite ist die Herrschaftsempore angeordnet, der von üppigem Akanthusschnitzwerk gerahmte Logenprospekt ist von Engeln bekrönt, die das Veltheimsche Wappen tragen. Das Laiengestühl ist ungewöhnlicherweise als nach Westen ansteigendes Kastengestühl mit Mittelgang ausgeführt.

## Ausstattung
Das Hauptstück der einheitlichen Ausstattung aus der Entstehungszeit ist der große geschnitzte, zweigeschossig ausgebildete Altaraufsatz mit gedrehten Weinlaubsäulen und seitlich angeordneten Durchgängen. Auf den Gemälden ist die Anbetung der Heiligen Drei Könige und die Kreuzigung dargestellt, zwischen den Säulen und als Bekrönung sind Freifiguren angeordnet, alles ist mit kräftigen Akanthusornamenten geschmückt. An den Längswänden des Chores stehen mehrere Priechen, deren südliche mit der stilistisch ähnlich dekorierten Kanzel verbunden ist, auf deren kronenartigem Schalldeckel Christus mit der Weltkugel dargestellt ist.
Der Taufstein von 1579 mit einem flachen achteckigen Becken mit Akanthusauflage, der auf einem gedrungenen kannelierten Säulenstumpf ruht. Geschnitzte Epitaphe erinnern an Achaz von Veltheim und dessen Gemahlin Ottilie Clara Spiegel von Pickelsheim († 1687) sowie an den Erbauer der Kirche, Arnold Heinrich von Veltheim († 1726) und dessen Gemahlin Ida Ursula von dem Knesebeck († 1736), die in gleicher Art mit Bildnissen der Verstorbenen im Hauptfeld mit rahmenden Säulen und reicher Akanthusschnitzerei gestaltet sind. Ein Bildnis erinnert an den Grafen von Veltheim († 1860).
Die heutige Orgel ist ein Werk der Firma Ernst Röver aus dem Jahr 1896 hinter dem barocken Prospekt aus dem Jahr 1707.